# Грег Маккегг
Грег Маккегг (англ. Greg McKegg; нар. 17 червня 1992, Сент-Томас) — канадський хокеїст, центральний нападник клубу ЧЕ «Млада-Болеслав».

## Ігрова кар'єра
Хокейну кар'єру розпочав 2008 року виступами за клуб ОХЛ «Ері Оттерс» у складі якого відіграв чотири сезони.
У складі юніорської збірної Канади виступав на  чемпіонаті світу серед юніорів 2010 року.
2010 року був обраний на драфті НХЛ під 62-й загальним номером командою «Торонто Мейпл-Ліфс». 6 квітня 2011 року Грег підписав трирічний контракт з «Мейпл-Ліфс».
1 лютого 2014 року «Торонто Мейпл-Ліфс» відкликали Маккегга з фарм-клубу «Торонто Марліс». Канадець замінив Пітера Голланда в стартовому складі, провівши загалом три хвилини та 43 секунди на льоду. В активі гравця один кидок по воротах та одне вигране вкидання з шести, Торонто переграли 6–3 «Оттава Сенаторс».
19 червня 2015 року «Торонто Мейпл-Ліфс» обміняли Грега на Зака Гаймана з клубу «Флорида Пантерс». 25 вересня 2015 року канадця відправили до фарм-клубу «Портленд Пайретс».
У сезоні 2016–17 Маккегг провів рекордну за кар’єру 31 гру в НХЛ у складі «пантер» але все одно його обміняли до «Тампа-Бей Лайтнінг».
1 липня 2017 року на правах вільного агента канадець уклав однорічний контракт з клубом «Піттсбург Пінгвінс». Під час тренувального збору Грег увійшов до складу третьої ланки. До 6 грудня 2017 року нападник відіграв 26 матчів після чого його відправили до фарм-клубу «Віклс-Беррі/Скрентон Пінгвінс». 26 лютого 2018 року «пінгвіни» обміняли гравця на Джоша Джуріса з команди «Кароліна Гаррікейнс».
12 липня 2018 року Маккегг погодився на новий однорічний контракт з «Гаррікейнс».
1 липня 2019 року Маккегг на правах вільного агента уклав однорічну угоду з «Нью-Йорк Рейнджерс». Сезон 2019–20 став рекордним для гравця з  огляду проведених матчів в НХЛ — 53.
14 жовтня 2020 року Грег, як вільний агент уклав однорічний контракт з «Бостон Брюїнс». Більшу частину сезону провів у складі фарм-клубу.
Будучи вільним агентом, Маккегг вирішив повернутися до колишнього клубу «Нью-Йорк Рейнджерс», погодившись 28 липня 2021 року на річний контракт.
13 липня 2022 року підписав дворічний контракт з «Едмонтон Ойлерз». Однак не провів жодної гри, відігравши два сезони за «Бейкерсфілд Кондорс».
25 вересня 2024 Грег підписав однорічну угоду з чеським клубом «Млада-Болеслав».

## Статистика

### Клубні виступи
| Сезон        | Клуб                            | Ліга         | Регулярний сезон | Регулярний сезон | Регулярний сезон | Регулярний сезон | Регулярний сезон | Плей-оф | Плей-оф | Плей-оф | Плей-оф | Плей-оф |
| Сезон        | Клуб                            | Ліга         | І                | Г                | П                | О                | ШХ               | І       | Г       | П       | О       | ШХ      |
| ------------ | ------------------------------- | ------------ | ---------------- | ---------------- | ---------------- | ---------------- | ---------------- | ------- | ------- | ------- | ------- | ------- |
| 2008–09      | «Ері Оттерс»                    | ОХЛ          | 64               | 8                | 10               | 18               | 22               | 5       | 2       | 1       | 3       | 4       |
| 2009–10      | «Ері Оттерс»                    | ОХЛ          | 67               | 37               | 48               | 85               | 32               | 4       | 2       | 1       | 3       | 0       |
| 2010–11      | «Ері Оттерс»                    | ОХЛ          | 66               | 49               | 43               | 92               | 35               | 7       | 4       | 1       | 5       | 12      |
| 2010–11      | «Торонто Марліс»                | АХЛ          | 2                | 1                | 0                | 1                | 0                | —       | —       | —       | —       | —       |
| 2011–12      | «Ері Оттерс»                    | ОХЛ          | 35               | 12               | 22               | 34               | 32               | —       | —       | —       | —       | —       |
| 2011–12      | «Лондон Найтс»                  | ОХЛ          | 30               | 19               | 22               | 41               | 22               | 15      | 4       | 7       | 11      | 2       |
| 2012–13      | «Торонто Марліс»                | АХЛ          | 61               | 8                | 15               | 23               | 22               | 9       | 3       | 3       | 6       | 10      |
| 2013–14      | «Торонто Марліс»                | АХЛ          | 65               | 19               | 28               | 47               | 31               | 14      | 3       | 3       | 6       | 10      |
| 2013–14      | «Торонто Мейпл-Ліфс»            | НХЛ          | 1                | 0                | 0                | 0                | 0                | —       | —       | —       | —       | —       |
| 2014–15      | «Торонто Марліс»                | АХЛ          | 62               | 22               | 15               | 37               | 39               | 5       | 2       | 0       | 2       | 12      |
| 2014–15      | «Торонто Мейпл-Ліфс»            | НХЛ          | 3                | 0                | 0                | 0                | 0                | —       | —       | —       | —       | —       |
| 2015–16      | «Портленд Пайретс»              | АХЛ          | 47               | 10               | 13               | 23               | 22               | 3       | 1       | 0       | 1       | 2       |
| 2015–16      | «Флорида Пантерс»               | НХЛ          | 15               | 2                | 0                | 2                | 2                | 1       | 0       | 0       | 0       | 2       |
| 2016–17      | «Спрингфілд Тандерберд»         | АХЛ          | 7                | 2                | 2                | 4                | 2                | —       | —       | —       | —       | —       |
| 2016–17      | «Флорида Пантерс»               | НХЛ          | 31               | 3                | 3                | 6                | 11               | —       | —       | —       | —       | —       |
| 2016–17      | «Тампа-Бей Лайтнінг»            | НХЛ          | 15               | 0                | 1                | 1                | 11               | —       | —       | —       | —       | —       |
| 2017–18      | «Піттсбург Пінгвінс»            | НХЛ          | 26               | 2                | 2                | 4                | 8                | —       | —       | —       | —       | —       |
| 2017–18      | «Віклс-Беррі/Скрентон Пінгвінс» | АХЛ          | 28               | 5                | 7                | 12               | 10               | —       | —       | —       | —       | —       |
| 2017–18      | «Шарлотт Чекерс»                | АХЛ          | 19               | 9                | 14               | 23               | 4                | 8       | 1       | 4       | 5       | 2       |
| 2018–19      | «Шарлотт Чекерс»                | АХЛ          | 31               | 6                | 17               | 23               | 18               | —       | —       | —       | —       | —       |
| 2018–19      | «Кароліна Гаррікейнс»           | НХЛ          | 41               | 6                | 5                | 11               | 8                | 14      | 2       | 0       | 2       | 4       |
| 2019–20      | «Нью-Йорк Рейнджерс»            | НХЛ          | 53               | 5                | 4                | 9                | 17               | 3       | 0       | 0       | 0       | 2       |
| 2020–21      | «Бостон Брюїнс»                 | НХЛ          | 5                | 1                | 0                | 1                | 2                | —       | —       | —       | —       | —       |
| 2020–21      | «Провіденс Брюїнс»              | АХЛ          | 2                | 0                | 2                | 2                | 0                | —       | —       | —       | —       | —       |
| 2021–22      | «Нью-Йорк Рейнджерс»            | НХЛ          | 43               | 2                | 3                | 5                | 6                | —       | —       | —       | —       | —       |
| 2021–22      | «Гартфорд Вулф Пек»             | АХЛ          | 1                | 0                | 0                | 0                | 0                | —       | —       | —       | —       | —       |
| 2022–23      | «Бейкерсфілд Кондорс»           | АХЛ          | 66               | 7                | 13               | 20               | 62               | 2       | 0       | 0       | 0       | 2       |
| 2023–24      | «Бейкерсфілд Кондорс»           | АХЛ          | 63               | 7                | 22               | 29               | 61               | 2       | 0       | 0       | 0       | 0       |
| Усього в НХЛ | Усього в НХЛ                    | Усього в НХЛ | 233              | 21               | 18               | 39               | 65               | 18      | 2       | 0       | 2       | 8       |

### Збірна
| Рік              | Команда          | Турнір           | Місце            | І  | Г | П | О | ШХ |
| ---------------- | ---------------- | ---------------- | ---------------- | -- | - | - | - | -- |
| 2009             | Канада Онтаріо   | U17              | 1                | 6  | 0 | 1 | 1 | 2  |
| 2010             | Канада           | U18              | 7-е              | 6  | 1 | 6 | 7 | 4  |
| Юніорська збірна | Юніорська збірна | Юніорська збірна | Юніорська збірна | 12 | 1 | 7 | 8 | 6  |